# Great Bealings
Great Bealings – wieś w Anglii, w hrabstwie Suffolk, w dystrykcie East Suffolk. Leży 8 km na północny wschód od miasta Ipswich i 116 km na północny wschód od Londynu. Miejscowość liczy 310 mieszkańców.